# Ahmed Saad Osman
Ahmed Saad Suleiman Osman (nacido el 7 de agosto de 1979 en Bengasi, Libia) es un jugador de fútbol libio que se desempeñaba como delantero para el Al-Ahly SC Trípoli de la Liga Premier de Libia., Actualmente esta Sin Equipo

## Trayectoria
Ahmed Saad se formó en la cantera del Benghazi Al Jadeeda de su ciudad natal, equipo famoso por tener un buen sistema de cantera y producir un gran número de buenos jugadores líbios. En el año 2001 debutó profesionalmente con el Al Jadeeda. Bastaron dos temporadas para que fuera fichado por el otro equipo de la ciudad el Al Nasr Benghazi. Allí juega por otras dos temporadas, de la 2003/04 a la 2005/06.
Fichó en la 2005/06 por el Al-Ahly SC Trípoli trasladándose así a la capital del país. En el equipo capitalino jugó por seis temporadas donde se forjó como jugador y cogió experiencia y veteranía. 
Finalmente en el verano de 2011 da un salto de calidad en su carrera al fichar por el Club Africain de la liga tunecina, una de las más destacadas y de más alto nivel de África. Posteriormente volvió al Al Nasr Benghazi y tras un año fichó de nuevo por el Al-Ahly SC Trípoli.

## Selección nacional
Ahmed Osman forma parte de la selección de fútbol de Libia, ha jugado un total de 46 partidos, marcando 10 goles. Fue convocado para la Copa Africana de Naciones 2010 y la de 2012.

### Participaciones con la selección
| Torneo                                  | Sede                    | Resultado    |
| --------------------------------------- | ----------------------- | ------------ |
| Copa Africana de Naciones de 2006       | Egipto                  | Primera fase |
| Campeonato Africano de Naciones de 2009 | Costa de Marfil         | Primera fase |
| Copa Africana de Naciones de 2012       | Gabón/Guinea Ecuatorial | Primera fase |

### Goles internacionales
| #  | Fecha                   | Lugar        | Rival                 | Gol | Resultado final | Competición                     |
| -- | ----------------------- | ------------ | --------------------- | --- | --------------- | ------------------------------- |
| 1  | 16 de noviembre de 2003 | Bengasi      | Santo Tomé y Príncipe | 7–0 | 8–0             | Clasificación Copa Mundial 2006 |
| 2  | 3 de septiembre de 2004 | Trípoli      | Benín                 | 3–1 | 4–1             | Clasificación Copa Mundial 2006 |
| 3  | 8 de octubre de 2004    | Trípoli      | Egipto                | 2–1 | 2–1             | Clasificación Copa Mundial 2006 |
| 4  | 15 de junio de 2008     | Bloemfontein | Lesoto                | 0-1 | 0-1             | Clasificación Copa Mundial 2010 |
| 5  | 5 de septiembre de 2008 | Trípoli      | Ghana                 | 1–0 | 1–0             | Clasificación Copa Mundial 2010 |
| 6  | 10 de octubre de 2010   | Trípoli      | Zambia                | 1–0 | 1–0             | Clasificación CAN 2012          |
| 7  | 15 de noviembre de 2011 | Dubái        | Bielorrusia           | 0-1 | 1–1             | Amistoso                        |
| 8  | 25 de enero de 2012     | Bata         | Zambia                | 1–0 | 2–2             | Copa Africana de Naciones 2012  |
| 9  | 25 de enero de 2012     | Bata         | Zambia                | 2–1 | 2–2             | Copa Africana de Naciones 2012  |
| 10 | 23 de junio de 2012     | Jeddah       | Yemen                 | 1–0 | 3–1             | Copa de Naciones Árabes         |
| 11 | 29 de junio de 2012     | Taif         | Baréin                | 1–1 | 2–1             | Copa de Naciones Árabes         |
| 12 | 3 de julio de 2012      | Jeddah       | Arabia Saudita        | 2–0 | 2–0             | Copa de Naciones Árabes         |

Scores and results list Libya's goal tally first.
List is incomplete.

## Clubes
| Club                | País  | Año       |
| ------------------- | ----- | --------- |
| Benghazi Al Jadeeda | Libia | 2001-2003 |
| Al Nasr Benghazi    | Libia | 2003-2005 |
| Al-Ahly SC Trípoli  | Libia | 2005-2011 |
| Club Africain       | Túnez | 2011-2012 |